# Pala (Czad)
Pala – miasto w południowym Czadzie, stolica regionu Mayo-Kebbi Ouest i departamentu Mayo-Dallah, około 26 115 mieszkańców (1999).
Znajduje się tu biskupstwo rzymsko-katolickie, w którym żyje 116 000 ze 160 000 katolików w tym kraju. Otwarto tu we współpracy z Koreą pierwszą kopalnię złota w Czadzie.
Jest to również jedno z głównych miast, na których terenie rozgrywa się akcja gry Far Cry 2.